# گراهام راجرز (هنرپیشه)
گراهام راجرز (انگلیسی: Graham Rogers؛ زادهٔ ۱۷ دسامبر ۱۹۹۰) یک هنرپیشه اهل ایالات متحده آمریکا است. وی از سال ۲۰۰۹ میلادی تاکنون مشغول فعالیت بوده‌است.
از فیلم‌ها یا برنامه‌های تلویزیونی که وی در آن نقش داشته است می‌توان به کوانتیکو و ۱ مایل تا تو اشاره کرد.